# Luzuriagaceae
Luzuriagaceae је фамилија монокотиледоних скривеносеменица из реда Liliales, сродна фамилији Alstroemeriaceae. Статус фамилије постоји само у неколико класификационих схема (нпр. APG II). Обухвата два рода са 5 врста распрострањених на Фолкландским Острвима, у јужним деловима Јужне Америке, на Тасманији, Новом Зеланду и у југоисточном делу Аустралије.